# Géberjén
Géberjén község Szabolcs-Szatmár-Bereg vármegyében, a Mátészalkai járásban.

## Fekvése
A vármegye délkeleti részén fekszik, a Holt-Szamos jobb és bal partján. A környező települések közül Mátészalka 14, Fehérgyarmat 9, Kocsord 6, Fülpösdaróc 3, Győrtelek 2 kilométerre található.
Közigazgatási területének érdekessége, hogy enklávéként közrefog egy nagyjából háromszög alakú, Győrtelekhez tartozó, nagyjából 45 hektáros területet.

### Megközelítése
Közúton csak egy útvonalon érhető el, a 49-es főútból Ököritófülpös és Győrtelek határvonala mentén kiágazó 41 122-es számú mellékúton (amely innen még továbbhalad Fülpösdaróc központjáig).

## Nevének eredete
Neve puszta személynévből vált településnévvé, és ez a falu igen korai, 10–13. század közötti keletkezésére utal.
A hazai latin  Gabrianusból származó Gabrian „Gábor” személynév van benne. Ebből, vagy hasonulással Gábrién > Gébrién > Géberjén fokozatokon keresztül, vagy pedig a Gabrián >
Gáborjánból hangrendi átcsapással jött létre a Géberjén név (Szab.Szatm.47, FNESz.). Ez utóbbi lehetőséget valószínűsíti a történeti Gaboryanzeg és a vele párhuzamosan előforduló Geberienzegh adat (Maksai 139.). Ezekben a -szeg (jelentése: „éles folyókanyar”) arra utal, hogy a falu a Szamos egyik hatalmas kanyarulata mellé települt. Ez utóbbi névforma sem veszett ki a lakosság emlékezetéből. Pesty Frigyes adatközlője is említi 1864-ben, hogy a falut régen  Gáborjánszegnek nevezték, s a ma élők is úgy tartják, hogy ez volt a település eredeti neve.
A -szeg névelemről pedig úgy tudják, hogy a község határába beékelődő, de hivatalosan Győrtelekhez tartozó Szeg nevű dűlővel azonos. Ennek legdombosabb része a Szállás, ahová a hagyomány szerint a háborúk, árvizek elől a lakosság menekült.

## Története
Géberjén neve a cégényi monostor birtokainak határjárása során tűnik fel, ekkor Gabrian alakban írják. Bár az oklevél nem nevezi villának (falunak), de valószínűleg már akkor lakott hely volt.
A 15. században a Matucsinaiak ősi birtoka (1387: p. Gabrien), de a család 1387-ben hűtlenségbe esett, és emiatt elvesztették a falut, a Rozsályi Kúnok, Szántai Petőfiek kapták, tőlük pedig leányágon a Báthoriakra szállt.
1395-ben a Kúnok részét a király visszaadta a Matucsinai családnak, de 1436-ban ismét elvette tőlük, és ezt a részt is a Báthoriak kapták.
Kisszámú lakossága egy időre bizonyára elhagyta, mert a 15. században több oklevél pusztának nevezi, más a birtoktestről szóló írások, pedig meg sem említik. Gyors pusztulása és bizonytalan helyzete a Szamos közelségével és itteni kanyargós szakaszának gyakori áradásával magyarázható. (Maksai 139).
A 15. században a Báthoriak mellett a Fülpessi, Matucsinai és Rosályi Kún családoknak volt benne birtokuk.
A 16. században ugyanezen családoknak van itt birtoka.
A 17. században a Báthoriak része előbb a Bethleneké, majd a Rákócziaké lett.
Mint az ecsedi uradalom egyik faluja, osztozott a többiek sorsában.
1746 és 1748 között Géberjén is Károlyi Ferenc gróf tulajdonába került, az első népszámlálás idején (1784–86) pedig Károlyi Antal volt a földesura (Ébele: Ecsedi uradalom)
A 20. század elején a Jékeyek a fő birtokosai, Borovszky szerint a család egyik őse, Ferenc már 1659-ben királyi adományt kapott rá (de bizonyára csak az egyik részére).
A Szamos nagy kanyarulatai mellé épített falu sokat szenvedett az árvizektől. A 15. századi pusztásodását is feltehetőleg a gyakori árvizek okozták. A szájhagyomány a későbbi időkből is több pusztító árvíz emlékét őrzi, így az 1882. évit, amikor az egész települést elöntötte a víz.
A folyó legutóbb 1970. május 14–15-én árasztotta el Géberjént.

## Közélete

### Polgármesterei
- 1990–1994: Balogh Miklós (független)[3]
- 1994–1998: Balogh Miklós (független)[4]
- 1998–2000: Balogh Miklós (független)[5]
- 2000–2002: Kovács Sándor (Fidesz)[6][7]
- 2002–2006: Kovács Sándor (Fidesz)[8]
- 2006–2010: Kovács Sándor (Fidesz)[9]
- 2010–2010: Kovács Sándor (Fidesz–KDNP)[10]
- 2011–2011: Tárkányi Sándor (független)[11]
- 2012–2014: Máténé Vincze Andrea (független)[12]
- 2014–2019: Máténé Vincze Andrea (Fidesz–KDNP)[13]
- 2019–2024: Kovács Dániel Sándor (Fidesz–KDNP)[14]
- 2024– : Kovács Dániel Sándor (Fidesz–KDNP)[1]

A településen 2000. november 12-én időközi polgármester-választást tartottak, az előző polgármester lemondása miatt. Hasonló okból került sor időközi polgármester-választásra a 2010–2014 közti önkormányzati ciklusban kétszer is, 2011. március 6-án és 2012. február 19-én.

## Népesség
A település népességének változása:
| Lakosok száma | 496  | 476  | 488  | 425  | 453  | 452  | 432  |
|               | 2013 | 2014 | 2015 | 2021 | 2022 | 2023 | 2024 |

2001-ben a település lakosságának 98%-a magyar, 2%-a cigány nemzetiségűnek vallotta magát.
A 2011-es népszámlálás során a lakosok 94,9%-a magyarnak, 0,4% cigánynak, 0,2% németnek, 0,4% románnak mondta magát (5,1% nem nyilatkozott; a kettős identitások miatt a végösszeg nagyobb lehet 100%-nál). A vallási megoszlás a következő volt: római katolikus 5,3%, református 76,3%, görögkatolikus 0,6%, evangélikus 0,2%, felekezeten kívüli 4,1% (13,3% nem válaszolt).
2022-ben a lakosság 89,6%-a vallotta magát magyarnak, 1,1% németnek, 0,7% románnak, 0,2% ruszinnak, 0,4% egyéb, nem hazai nemzetiségűnek (10,4% nem nyilatkozott; a kettős identitások miatt a végösszeg nagyobb lehet 100%-nál). Vallásuk szerint 2,2% volt római katolikus, 69,3% református, 0,7% görög katolikus, 0,4% evangélikus, 0,2% egyéb keresztény, 3,3% felekezeten kívüli (23,6% nem válaszolt).

## Nevezetességei, műemlékei
- Református templom – 1883-ban épült, az előző 1720-ban készült paticsfalú templom és fa harangláb helyén.
- Jékey-kúria – 1810 körül készült klasszicista stílusban. Jékey Imre építtette.
- Található a Kastélykerttől keletre egy régebbi kúria maradványai is, feltehetőleg az idősebb Jékey család lakott benne, felújítása folyamatban van.

## Érdekesség
A Jékey-kúriát vendégfogadásra alkalmassá tették, és a 2020-as években egyre több szálláshellyel mutatják be a Holt-Szamos szépségeit és a falu gasztronómiáját vendégeiknek.